# Maldita sea mi suerte
Maldita sea mi suerte es el cuarto álbum de estudio de la banda española Los Suaves. Se grabó durante los meses de marzo y abril de 1991 en los estudios Kirios de Madrid con el ingeniero de sonido Pedro García. Donde también colaboró Alvin Lee fundador y exguitarrista de Ten Years After.

## Temas
1. Viajando al fin de la noche - 8:31
2. Pardao - 10:07
3. Parece que aún fue ayer - 5:40
4. Maldita sea mi suerte - 4:40
5. Pobre Sara - 4:56
6. Tiempo perdido (versión acústica) - 5:01
7. La noche se muere - 19:40
8. Dame rock and roll - 5:20
9. Tiempo perdido - 4:41
10. Pensando en ti - 5:05
11. Parece que aún fue ayer (versión acústica) - 4:52

- Datos: Q5990510